# جون موريس (لاعب كريكت)
جون موريس (1 يوليو 1940 في جنوب أفريقيا - 26 أكتوبر 2011 في جنوب أفريقيا) (بالإنجليزية: John Morris)‏ هو لاعب كريكت جنوب أفريقي.

## وصلات خارجية
- جون موريس على موقع إي آس بي آن كريك إنفو (الإنجليزية)